# Mitranthes glabra
Mitranthes glabra är en myrtenväxtart som beskrevs av George Richardson Proctor. Mitranthes glabra ingår i släktet Mitranthes och familjen myrtenväxter.
Artens utbredningsområde är Jamaica. Inga underarter finns listade i Catalogue of Life.